# Мексикан Хат (Јута)
Мексикан Хат (енгл. Mexican Hat) насељено је место без административног статуса у америчкој савезној држави Јута.

## Демографија
По попису из 2010. године број становника је 31, што је 57 (-64,8%) становника мање него 2000. године.
| Група             | 2000.      | 2010.      |
| Белци             | 31 (35,2%) | 28 (90,3%) |
| Афроамериканци    | 0 (0,0%)   | 0 (0,0%)   |
| Азијати           | 0 (0,0%)   | 0 (0,0%)   |
| Хиспаноамериканци | 6 (6,8%)   | 0 (0,0%)   |
| Укупно            | 88         | 31         |